# توماس ك. تايلور
توماس ك. تايلور (بالإنجليزية: Thomas C. Taylor)‏ هو سياسي أمريكي، ولد في 2 مايو 1948 في فارمينغتون في الولايات المتحدة. حزبياً، نشط في الحزب الجمهوري. وقد انتخب عضو مجلس نواب نيومكسيكو.